# Oxysarcodexia mitifica
Oxysarcodexia mitifica är en tvåvingeart som beskrevs av Guilherme A.M.Lopes 1953. Oxysarcodexia mitifica ingår i släktet Oxysarcodexia och familjen köttflugor.
Artens utbredningsområde är Venezuela. Inga underarter finns listade i Catalogue of Life.